# Ampliación los Hornos
Ampliación los Hornos är en ort i Mexiko.   Den ligger i kommunen Tepezalá och delstaten Aguascalientes, i den centrala delen av landet, 400 km nordväst om huvudstaden Mexico City. Ampliación los Hornos ligger 1 923 meter över havet och antalet invånare är 281.
Terrängen runt Ampliación los Hornos är platt söderut, men norrut är den kuperad. Runt Ampliación los Hornos är det ganska tätbefolkat, med 116 invånare per kvadratkilometer. Närmaste större samhälle är Pabellón de Arteaga, 13,4 km söder om Ampliación los Hornos. Trakten runt Ampliación los Hornos består till största delen av jordbruksmark.